# イヴァーニア (客船・初代)
イヴァーニア（英:SS Ivernia）は、キュナード・ライン所有の船舶だった。イギリス、ニューカッスル・アポン・タインのスワン・ハンター造船所で建造され、1899年に進水した。イヴァーニアはキュナード・ラインの所有していた中級船舶のひとつで、巨大な特徴的な煙突を持ち、主に移民の輸送に使われた。最初にリヴァプール - ボストン間で運航され、その後トリエステ - ニューヨーク間に切り替えられた。第一次世界大戦が勃発すると、1914年7月イヴァーニアはイギリス政府に徴用され輸送船として軍に引き渡された。
1917年1月1日、イヴァーニアはギリシャのマタパン岬沖南東58マイルの地点でドイツの潜水艦UB-47に攻撃され、1時間も経たないうちに沈没した。生存者はクレタ島に流れ着き、この事故で120名の死者がでた。船長ウィリアム”ボーラー・ビル”ターナーen:William_Thomas_Turnerは1915年5月7日に発生した客船ルシタニア撃沈事件の際船長として乗務していた。